# 解放
解放（英語：Emancipation），指摆脱束缚、压迫，使人获得自由，也指这样的一种状态。
政治層面上，解放包括精神、物質兩方面。思想指擺脫强權等的壓迫，獲得平等與自由，如奴隸解放；物質上指生活條件和生產機械化水平提升，人們（尤其是生產力）因而獲得更多自由。
秉持反共立場的學者孫智燊表示：「『解放』一詞，不自馬克斯、列寧始，早在俄共革命一百多年之前俄國就有大斯拉夫主義，自命俄羅斯民族是『上帝最後的選民』，要負起『解放世界』的神聖使命。他們很巧妙地把『侵略』說成『解放』。後來布爾塞維克黨（後改稱蘇聯共產黨）就學會了這套語意學的妙用，就變成了其最有力的宣傳法寶。」

## 按群體分類

### 軍事解放

#### 在中國大陸的使用
「解放」是中國大陸常用術語，常見中國共產黨用於形容某些事件。例如，中国人民解放军對中華民國政府控制地區的佔領，被中共稱為「解放」。中华民国官员集体投誠，地方政权易手，则称和平解放。第二次国共内战除被称为“解放战争”外，有解放路、解放门之类命名用以纪念。此外，有解放区、解放战士一类相关词汇。特别的例子，是苏军占领旅大地区亦视为“大连解放”，故称为“特殊解放区”:44。
香港學者陳云根認為，中共中央宣傳部善於生產「解放」這類詞彙，以擄略人心。

## 另見
- 和平解放
- 光復